# Teofilo
Teofilo est un cheval de course né en Irlande en 2004, participant aux courses de plat. invaincu à 2 ans, il met un terme prématurément à sa carrière avant de devenir un étalon à succès. 

## Carrière de course
Élevé par son entraîneur Jim Bolger, évoluant sous les couleurs de son épouse Jackie Bolger, Teofilo débute victorieusement en juillet 2006 dans un maiden disputé au Curragh où il devance Red Rock Canyon, futur placé de groupe 1. Le poulain confirme aisément quinze jours plus tard qu'il est bien un des plus talentueux prospects d'Irlande en gagnat un groupe 3, les Tyros Stakes, puis un groupe 2, les Futurity Stakes, dans lesquels il bat d'une tête un autre futur cheval de groupe 1, Eagle Mountain, qui se placera dans les Derby anglais et irlandais l'année suivante.
Dans les National Stakes, en septembre, Teofilo est opposé au meilleur juvenile de la toute puissante écurie Coolmore, Holy Roman Emperor, qui s'est adjugé coup sur coup les Railway Stakes, un groupe 2, et les Phoenix Stakes, le premier groupe 1 pour les 2 ans européens. Le partenaire de Kevin Manning ne fait pas de détails, il reste invaincu en laissant Holy Roman Emperor à près de deux longueurs. Dès lors, on sort la boite à superlatifs : Jim Bolger déclare que son poulain est le meilleur qu'il ait jamais entraîné (meilleur selon lui que son champion St Jovite), et certains voient déjà en lui un potentiel successeur à Nijinsky, dernier cheval à avoir conquis la Triple Couronne, en 1970).
En attendant ces lendemains glorieux, le succès dans les National Stakes fait de Teofilo, théoriquement, le meilleur 2 ans d'Europe, mais il lui reste à vaincre les Anglais sur leur terres pour éteindre toute discussion. L'affrontement a lieu dans les Dewhurst Stakes, à Newmarket, et Teofilo connait bien son challenger, puisque c'est Holy Roman Emperor, encore lui, qui entretemps a prouvé sa grande valeur en allant cueillir à Longchamp le Prix Jean-Luc Lagardère. Cette fois il y a lutte entre les deux jeunes champions, mais c'est bien Teofilo qui l'emporte, d'une tête. Ce sera leur dernière course à tous les deux. 
Naturellement sacré meilleur 2 ans d'Europe à l'issue d'une campagne qui le laisse invaincu en cinq courses et nanti d'un rating FIAH de 123 (solide, sans être extraordinaire), Teofilo est le favori des classiques du printemps 2007. D'autant que Jim Bolger, décidément enthousiaste, déclare qu'on n'a encore rien vu du talent de son protégé. On ne verra rien, en effet : la préparation de Teofilo est troublée, des informations contradictoires circulent, un jour le poulain vole à l'entraînement, un autre il est blessé,  Bolger dément les rumeurs par voie de presse, mais finalement Teofilo déclare forfait à quatre jours des 2000 Guinées. Blessé au genou, le poulain reste toutefois à l'entraînement en perspective d'un éventuel retour, mais sa retraite est finalement annoncé en août 2007.

### Résumé de carrière
| Date         | Hippodrome   | Pays        | Course          | Statut      | Distance    | Jockey      | Place       | Écart       | Deuxième           |
| 2006, 2 ans  | 2006, 2 ans  | 2006, 2 ans | 2006, 2 ans     | 2006, 2 ans | 2006, 2 ans | 2006, 2 ans | 2006, 2 ans | 2006, 2 ans | 2006, 2 ans        |
| ------------ | ------------ | ----------- | --------------- | ----------- | ----------- | ----------- | ----------- | ----------- | ------------------ |
| 16 juillet   | Curragh      | Irlande     | Maiden          |             | 1 400 m     | K. Manning  | 1er / 10    | enc.        | Red Rock Canyon    |
| 29 juillet   | Leopardstown | Irlande     | Tyros Stakes    | Gr. 3       | 1 400 m     | K. Manning  | 1er / 11    | 1 ¾         | Middleham          |
| 26 août      | Curragh      | Irlande     | Futurity Stakes | Gr. 2       | 1 400 m     | K. Manning  | 1er / 7     | tête        | Eagle Mountain     |
| 17 septembre | Curragh      | Irlande     | National Stakes | Gr. 1       | 1 400 m     | K. Manning  | 1er / 6     | 1 ¾         | Holy Roman Emperor |
| 14 octobre   | Newmarket    | Royaume-Uni | Dewhurst Stakes | Gr. 1       | 1 400 m     | K. Manning  | 1er / 15    | tête        | Holy Roman Emperor |

## Au haras
Exploité comme étalon par Darley Stud, la structure d'élevage de Godolphin, Teofilo fait la navette entre Kildangan Stud, en Irlande, et Kelvinside Stud en Australie. D'abord proposé à 40 000 € la saillie, il a vu son tarif augmenter pour culminer à 50 000 € dans les années 2010, avant de revenir à 30 000 € à la décennie suivante. Il est le père d'une vingtaine de vainqueurs de groupe 1, parmi lesquels (avec le père de mère entre parenthèses) :
- Exultant (Mark of Esteem) : Hong Kong Vase, Hong Kong Gold Cup, Hong Kong Champions & Chater Cup (x2), Queen Elizabeth II Cup
- Subjectivist (Danehill Dancer) : Prix Royal Oak, Ascot Gold Cup.
- Pleascach (Thunder Gulch) : Irish 1000 Guineas, Yorkshire Oaks.
- Nations Pride (Oasis Dream) : Saratoga Derby Invitational, Grosser Dallmayr-Preis, Canadian International Stakes, Arlington Million.
- Trading Leather (Sinndar) : Irish Derby
- Without A Fight (Dubawi) : Caulfield Cup, Melbourne Cup
- Twilight Payment (Oasis Dream) : Melbourne Cup
- Happy Clapper (Encosta de Lago) : Epsom Handicap, Canterbury Stakes, Doncaster Handicap

Teofilo s'est également révélé un remarquable père de mère, comme en témoignent Coroebus (par Dubawi), vainqueur des 2000 Guinées et des St. James's Palace Stakes, ou Mac Swiney (par New Approach), lauréat du Futurity Trophy et des 2000 Guinées irlandaises.

## Origines
Teofilo appartient à la première génération de produits du champion Galileo, qu'il a contribué à propulser au firmament de l'élevage européen sur lequel il va régner durant une quinzaine d'années. Sa mère, Speirbhean, a remporté un trial des 1000 Guinées irlandaises mais n'a pu confirmer le jour J et n'a plus couru ensuite. Elle s'est révélée une très bonne poulinière, puisqu'elle a donné, outre Teofilo : 
- Poetic Charm (par Dubawi) : Cape Verdi Stakes (Gr.2), Balanchine Stakes  (Gr.2)
- Bean Feasa (par Dubawi) : Derrinstown Stud 1000 Guineas Trial (Gr.3)
- Fair Hill (par New Approach), mère de :
  - Fonthill Abbey (par Dubawi) : Prix Bertrand de Tarragon (Gr.3)
- Señora Galilei (par Galileo), mère de :
  - We'll Go Walking (par Authorized) : 2e Blue Wind Stakes.

Speirbhean est une sœur de Elida (par Royal Academy), la mère de Poetic Flare (par Dawn Approach), vainqueur des 2000 Guinées et des St. James's Palace Stakes. Quant à la troisième mère de Teofilo, il s'agit de la Canadienne Victoria Queen, une élève d'E.P. Taylor sacrée championne des juments d'âge dans son pays et mère notamment de Judge Angelucci (par Honest Pleasure), double vainqueur de groupe 1 aux États-Unis et troisième de la Breeders' Cup Classic.

### Pedigree
| Origines de Teofilo (IRE), mâle alezan né en 2004 | Origines de Teofilo (IRE), mâle alezan né en 2004 | Origines de Teofilo (IRE), mâle alezan né en 2004 | Origines de Teofilo (IRE), mâle alezan né en 2004 |
| ------------------------------------------------- | ------------------------------------------------- | ------------------------------------------------- | ------------------------------------------------- |
| Père Galileo 1998                                 | Sadler's Wells 1981                               | Northern Dancer                                   | Nearctic                                          |
| Père Galileo 1998                                 | Sadler's Wells 1981                               | Northern Dancer                                   | Natalma                                           |
| Père Galileo 1998                                 | Sadler's Wells 1981                               | Fairy Bridge                                      | Bold Reason                                       |
| Père Galileo 1998                                 | Sadler's Wells 1981                               | Fairy Bridge                                      | Special                                           |
| Père Galileo 1998                                 | Urban Sea 1989                                    | Miswaki                                           | Mr. Prospector                                    |
| Père Galileo 1998                                 | Urban Sea 1989                                    | Miswaki                                           | Hopespringeternal                                 |
| Père Galileo 1998                                 | Urban Sea 1989                                    | Allegretta                                        | Lombard                                           |
| Père Galileo 1998                                 | Urban Sea 1989                                    | Allegretta                                        | Anatevka                                          |
| Mère Speirbhean 1983                              | Danehill 1986                                     | Danzig                                            | Northern Dancer                                   |
| Mère Speirbhean 1983                              | Danehill 1986                                     | Danzig                                            | Pas de Nom                                        |
| Mère Speirbhean 1983                              | Danehill 1986                                     | Razyana                                           | His Majesty                                       |
| Mère Speirbhean 1983                              | Danehill 1986                                     | Razyana                                           | Spring Adieu                                      |
| Mère Speirbhean 1983                              | Saviour 1987                                      | Majestic Light                                    | Majestic Prince                                   |
| Mère Speirbhean 1983                              | Saviour 1987                                      | Majestic Light                                    | Irradiate                                         |
| Mère Speirbhean 1983                              | Saviour 1987                                      | Victorian Queen                                   | Victoria Park                                     |
| Mère Speirbhean 1983                              | Saviour 1987                                      | Victorian Queen                                   | Willofield (famille 1-n)                          |